# نبرد اودایهارا
نبرد اودایهارا (به ژاپنی: 小田井原の戦い) یکی از نبردهای تاکدا شینگن در دوره سنگوکو بود که مابین وی و خاندان اوئه‌سوگی در ولایت شینانو درگرفت.

## پس زمینه
این نبرد در قرن شانزدهم دوره سنگوکو که به عنوان «عصر جنگ داخلی» نیز شناخته می‌شود، رخ داد. پس از شورش اونین (۱۴۶۷–۱۴۶۷)، سیستم و مالیات شوگون‌سالاری به‌طور فزاینده‌ای کنترل کمتری در خارج از استان پایتخت، کیوتو داشت و اربابان قدرتمند (دایمیو‌ها) شروع به ابراز وجود کردند. چنین اربابانی با غصب قلمروی دیگران، جنگ یا ازدواج - هر وسیله ای که موقعیت آنها را حفظ کند - قدرت را به دست می‌آوردند. در هنگام رقابت برای تصرف قلعه‌های ژاپنی (قلعه‌های کوهستانی) که مشرف به ولایات بود، قدرت‌طلبی دایمیوها تجلی پیدا می‌کرد.
یکی از جاه‌طلب‌ترین و موفق‌ترین جنگ‌سالاران آن دوره تاکدا شینگن، یک «دایمیو» از خاندان تاکدا بود که بر ولایت کای در مرز ولایت شینانو تسلط داشت. ولایت شینانو، یک قلمرو کوهستانی بزرگی بود که تحت کنترل یک خاندان واحد نبود، بلکه توسط چندین خاندان نسبتاً ضعیف کنترل می‌شد، به ویژه خاندان سووا، خاندان اوگاساوارا، خاندان موراکامی و خاندان تاکاتوئو، تصرف این ولایت برای همسایگان خود، به‌ویژه تاکدا در جنوب و خاندان اوئه‌سوگی در شمال یک هدف جذاب بود.
پدر شینگن تاکدا نوبوتورا، قبلاً در سال ۱۵۳۶ یک حمله کاوشگرانه به ولایت شینانو انجام داده بود (منتهی به نبرد اون نو کوچی). پس از تبدیل شدن به دایمیو. خود شینگن تهاجم خود را به این ولایت در سال ۱۵۴۲ انجام داد، که با فتح موفقیت‌آمیز منطقه سووا به پایان رسید، و سپس با شکست تاکاتوئو در ۱۵۴۳–۱۵۴۳، و اوی ساداکیو در سال ۱۵۴۶ ادامه یافت. پس از شکست ساداکیو، او سپس توجه خود را به قلعه شیگا معطوف کرد که توسط کاساهارا کیوشیگه کنترل می‌شد و در ۸ سپتامبر ۱۵۴۷ آن را محاصره کرد. این حرکت اوئه‌سوگی نوریماسا را نگران کرد، که از شینگن می‌ترسید اگر کنترل نشود ممکن است کل شینانو را فتح کند؛ بنابراین او ارتشی را برای بازپس‌گیری قلعه شیگا به فرماندهی کانای هیده‌کاگه به ولایت شینانو فرستاد.